# Thomas Lagerman
John Thomas Lagerman (* 3. Dezember 1973 in Oscars församling, Stockholm) ist ein schwedischer Filmeditor.

## Leben
Seitdem Thomas Lagerman 2002 erstmals den Filmschnitt der schwedischen Komödie Livet i 8 bitar ausführte, kann er auf über 20 Projekte zurückschauen und war bei international bekannten schwedischen Filmen wie Verschwörung im Berlin-Express, Exit – Lauf um dein Leben und Patrik 1,5 für den Schnitt verantwortlich.
Aktuell lebt er in Stockholm und ist Mitglied im föreningen sveriges filmklippare, dem schwedischen Verband für Filmeditoren.

## Filmografie (Auswahl)
- 2002: Livet i 8 bitar
- 2003: Verschwörung im Berlin-Express (Skenbart – en film om tåg)
- 2005: 27 sekundmeter snö
- 2006: Exit – Lauf um dein Leben (Exit)
- 2008: Patrik 1,5
- 2009: Kenny Begins
- 2009: Püha Tõnu kiusamine
- 2012; Agent Hamilton 2 – In persönlicher Mission (Hamilton: Men inte om det gäller din dotter)
- 2014: Der Junge mit den Goldhosen (Pojken med guldbyxorna)
- 2015: All Roads Lead to Rome
- 2019: Quicksand (Störst av allt)